# Mayna grandifolia
Mayna grandifolia är en tvåhjärtbladig växtart som först beskrevs av Karsten, och fick sitt nu gällande namn av Warburg. Mayna grandifolia ingår i släktet Mayna och familjen Achariaceae. Inga underarter finns listade i Catalogue of Life.